# 그레몰라다

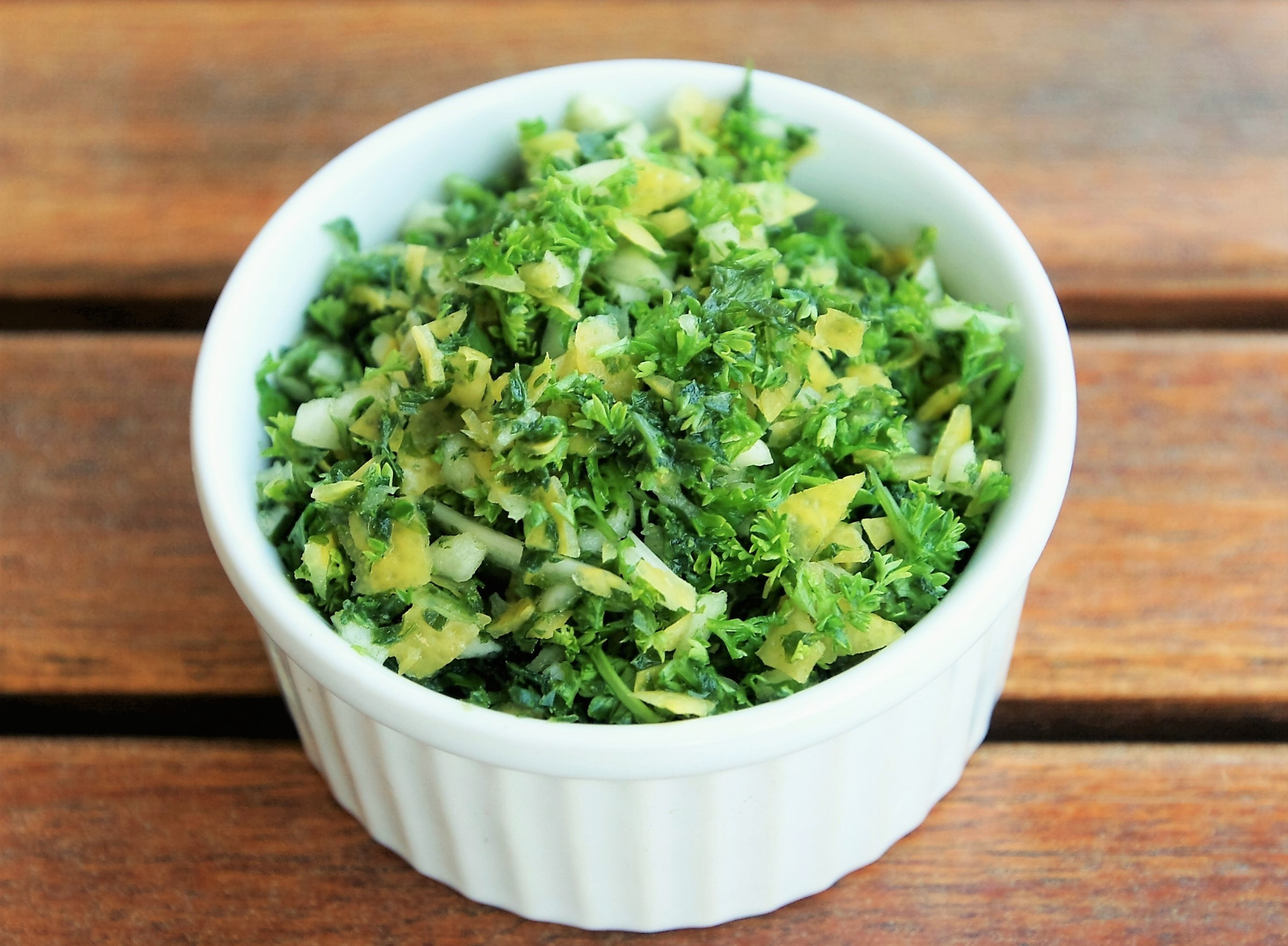
잘게 썬 그레몰라다의 재료. 이대로 장식으로 뿌리거나 그린 소스에 섞어서 쓴다.

그레몰라다(이탈리아어: Gremolada) 또는 그레몰라타(이탈리아어: gremolata)는 다진 파슬리, 레몬 제스트, 마늘로 만드는 이탈리아의 그린 소스이다. 롬바르디아 요리에서 송아지 뒷다리로 만드는 고기 요리인 오소부코에 반찬으로 곁들여 먹는다.

## 재료
그레몰라다에는 보통 간 레몬껍질 (제스트)이 들어가지만, 레몬 대신 같은 감귤류 (라임, 오렌지, 자몽 등)의 껍질을 사용하기도 한다.
고수, 민트, 세이지 등 다른 허브를 추가하거나 대신하기도 하고, 허브 대신 신선한 고추냉이를 잘게 간 것과 다진 샬롯을 넣기도 한다. 나아가 페코리노 로마노 치즈, 안초비, 구은 피놀레, 보타르가 (말린 생선알 소금절임) 등 풍미를 살리는 재료를 추가하기도 한다.

## 같이 보기
위키미디어 공용에 그레몰라다 관련 미디어 분류가 있습니다.
- 소스 목록